# Ślum
Ślum (także: Ślam) – nieistniejący obecnie staw na terenie Poznania, w dzielnicy Górczyn.
Staw znajdował się przy dzisiejszej ulicy Górczyńskiej (Gurtschinerstrasse, do 1898 Hauptstrasse), na północny zachód od skrzyżowania z ulicą Jarochowskiego.
Akwen jest wyraźnie widoczny na planie miasta z lat 1860–1862, a także późniejszych – np. planie wsi Górczyn z 1893 oraz 1898. Staw był tradycyjnym miejscem pojenia bydła z okolicznych gospodarstw rolnych. Nad Ślumem stały gospodarstwa chłopów górczyńskich – Tomasza Szajka, Jana Bogdanowskiego, Jakuba Łagodzińskiego oraz niejakich Pięty i Michalskiego. Staw istniał jeszcze w dwudziestoleciu międzywojennym. Zasypano go prawdopodobnie w czasie, lub po II wojnie światowej.
Obecnie na planie Poznania, jako miejsce położenia dawnego stawu, wskazać można miejsce w kwadracie bloków (punktowców) pod adresami: Kordeckiego 2, Górczyńska 48, Palacza 43 i Górczyńska 44. Teren ten zawiera się między ulicami Górczyńską i Palacza, bezpośrednio od strony ul. Górczyńskiej. W pobliżu tego miejsca znajdował się Rynek Górczyński, centrum dawnej wsi.